# Dicranomyia (Dicranomyia) leptomera
Dicranomyia (Dicranomyia) leptomera is een tweevleugelige uit de familie steltmuggen (Limoniidae). De soort komt voor in het Australaziatisch gebied.